# آنتونیو پانزری
پی‌یر آنتونیو پانزری (ایتالیایی: Pier Antonio Panzeri؛ زادهٔ ۶ ژوئن ۱۹۵۵) سیاستمدار اهل ایتالیا است. وی عضو پیشین پارلمان اروپا برای شمال-غرب ایتالیا با حزب‌های دموکرات‌های چپ، حزب دموکراتیک ایتالیا و اصل اول به‌عنوان بخشی از گروه سوسیالیست از ۲۰۰۴ تا ۲۰۱۹ بوده‌است.